# Upasbaum
Der Upasbaum (Antiaris toxicaria) ist die einzige Art der Pflanzengattung Antiaris innerhalb der Familie der Maulbeergewächse (Moraceae). Weitere Trivialnamen sind Javanischer Giftbaum, Borneobaum, Javagiftbaum oder Ipobaum sowie Antiarbaum.

## Beschreibung

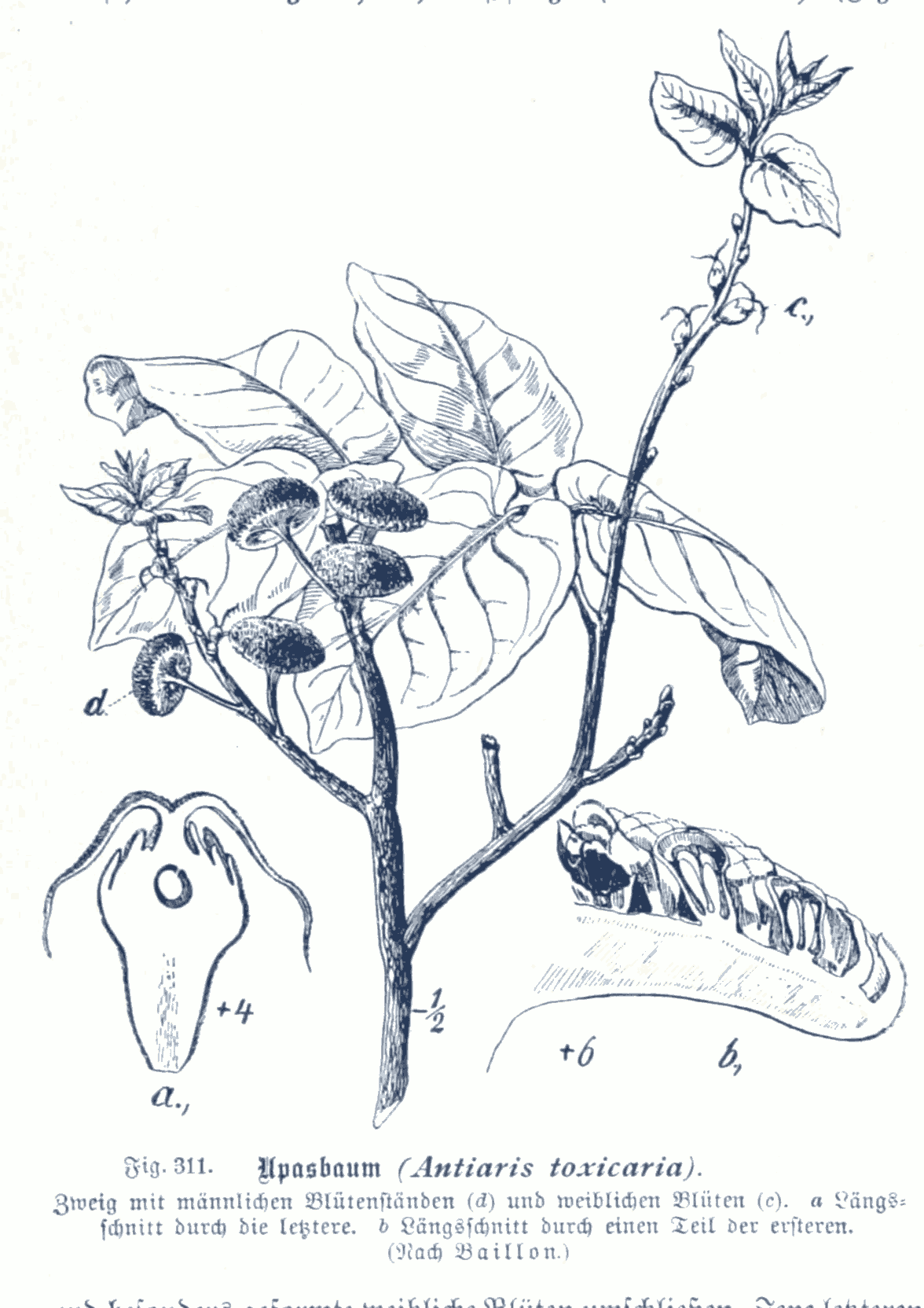
Illustration

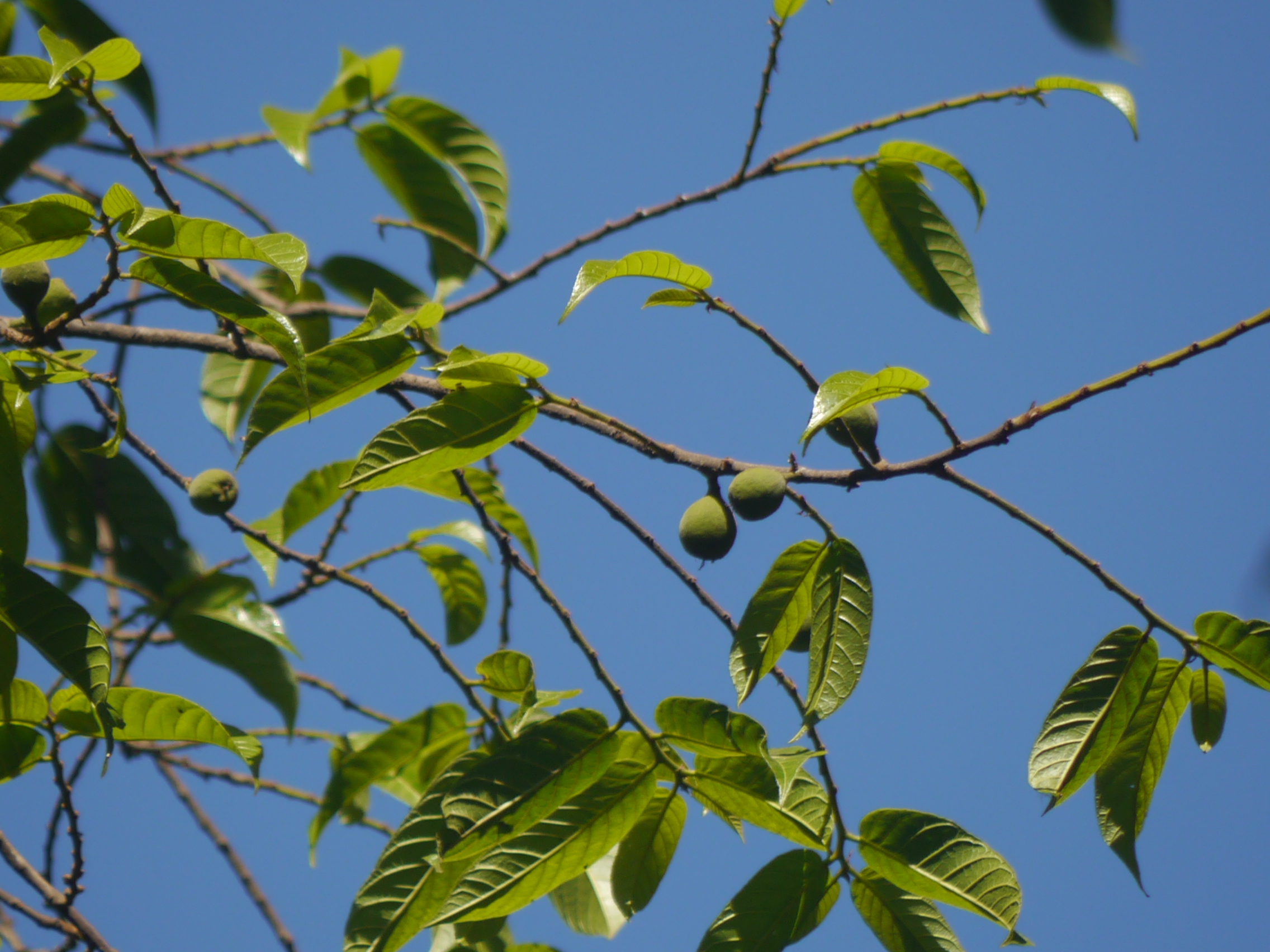
Unreife Früchte und Blätter

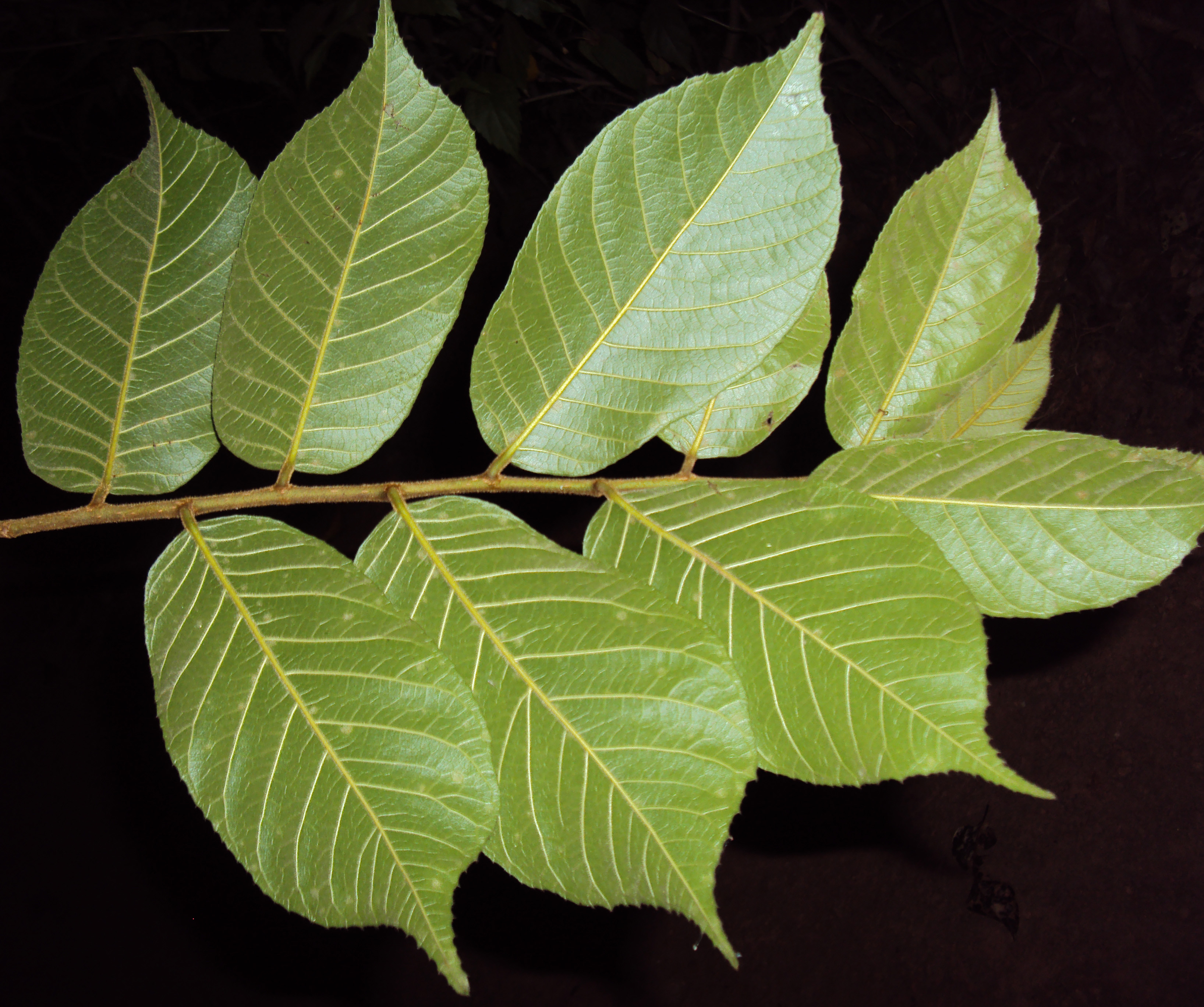
Zweig mit wechselständig und zweizeilig angeordneten, einfachen Laubblättern

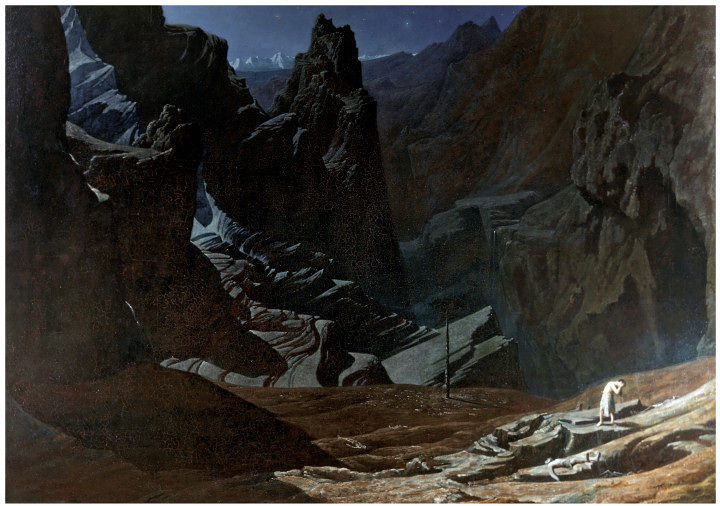
„Der Upas, oder Giftbaum, auf der Insel Java“ – Ölgemälde von Francis Danby, um 1820, Victoria and Albert Museum, London

### Vegetative Merkmale
Der Upasbaum wächst als schnellwüchsiger, halbimmergrüner und monözischer, sehr großer Baum und erreicht Wuchshöhen von etwa 40 Meter oder seltener bis zu 60 Meter. Er bildet teils hohe Brettwurzeln, der Stammdurchmesser kann bis etwa 2 Meter erreichen. Die Borke ist weißlich-grau bis bräunlich.
Antiaris toxicaria ist gut selbst-stutzend (self-pruning), d. h. sie lässt unproduktive oder schattenwerfende Zweige und sogar größere Äste mit sauberen Narben fallen→ Abszission.
Die kurz gestielten, wechselständig und zweizeilig angeordneten, einfachen, obseits glänzenden und ledrigen, unterseits helleren und matteren Laubblätter sind bei einer Länge von bis zu 20 Zentimeter und einer Breite bis etwa 8–10 Zentimeter elliptisch, länglich oder eilanzettlich und verkehrt-eiförmig bis -eilanzettlich. Die Lamina ist oft etwas ungleich. Die Blätter sind spitz, abgerundet oder zugespitzt bis bespitzt oder geschwänzt, die Basis ist abgerundet bis stumpf oder teils leicht herzförmig, die kräftige Nervatur ist parallel-vorwärts gefiedert. Die Blattränder sind ganz bis feingekerbt, -gezähnt und teils behaart (gewimpert). Auch die kurzen Stiele und die Unterseite der Nervatur und der Hauptnerv teils auch an der Oberseite sowie die kleinen Zweige sind mehr oder weniger behaart. Es sind kleine, abfallende Nebenblätter vorhanden.

### Generative Merkmale
Die kleinen, männlichen Blüten stehen zu mehreren, in kleinen, feinhaarig gestielten, pilzförmigen, grünlichen Köpfchen (Scheinblüten) mit vielen kleinen Hüllblättern, die am Rand einen Hüllkelch bilden und auch am Boden des fleischigen Blütenbodens sitzen, zusammen. Die einzelnen Blüten bestehen aus etwa drei bis fünf, feinhaarigen, schöpfkellenförmigen Tepalen die mit der Spitze über die zwei bis vier Staubblätter, mit großen Antheren und sehr kurzen Filamenten, geneigt sind. Es stehen bis zu acht Köpfchen zusammen.
Die größeren, grünlichen und feinhaarigen weiblichen Blüten ohne Blütenhülle, stehen meist einzeln, sie bestehen aus mehreren, kleinen Hüllblättern die zu einem umschließenden, fleischigen Hüllkelch verwachsen sind. Der (halb)oberständige Fruchtknoten ist mit dem Hüllkelch verwachsen und hat einen zweiästigen, weißlichen Griffel mit sehr langen, vorstehenden (Narben-)Ästen.
Die pelzigen, feinhaarigen, steinfruchtartigen, einsamigen, fleischigen und essbaren Scheinfrüchte sind orange bis rötlich und ellipsoid bis rundlich und etwa 1,5–2 Zentimeter lang. Der große Kern ist rundlich und hellbräunlich, mit einem dünnen Endokarp das die Samen umschließt. Wenn man die Kerne schüttelt dann klappert es aufgrund der Ablösung des Embryos von der Samenschale.
Die Blütezeit liegt im März und April.
Die Chromosomenzahl ist 2n = 24 oder 28.

## Vorkommen
Antiaris toxicaria kommt in den Tropen Asiens und Afrikas sowie bis Australien und Melanesien inkl. Tonga vor, so insbesondere im südlichen Indien, Sri Lanka, Myanmar, Malaysia, Indonesien und im südlichen China. Es werden fünf Unterarten unterschieden:
- Antiaris toxicaria subsp. toxicaria
- Antiaris toxicaria subsp. macrophylla (R.Br.) C.C. Berg
- Antiaris toxicaria subsp. humbertii (Leandri) C.C.Berg
- Antiaris toxicaria subsp. madagascariensis (H.Perrier) C.C.Berg
- Antiaris toxicaria subsp. welwitschii (Engl.) C.C.Berg
  - Antiaris toxicaria subsp. welwitschii var. africana A.Chev.
  - Antiaris toxicaria subsp. welwitschii var. usambarensis (Engl.) C.C.Berg
  - Antiaris toxicaria subsp. welwitschii var. welwitschii (Engl.) Corner

## Verwendung
Der brennend-scharfe, gelblich-weiße Milchsaft aus der Rinde von Antiaris toxicaria ist stark giftig und diente in Südostasien als Pfeilgift (Upas Antiar). Die im Milchsaft vorkommenden Cardenolid-Glykoside führen zum Herzstillstand. Die Giftstoffe kommen auch in den Samen vor. Die Giftigkeit des Baums war Gegenstand von Legenden, wonach der Baum so giftig sei, dass Vögel beim bloßen Überfliegen verstürben. Auch wurde behauptet, dass Menschen, die sich einem blühenden Baum näherten, den Tod gefunden hätten.
Der Milchsaft wird aber auch zu verschiedenen medizinischen Zwecken verwendet. Der Rindenbast kann für gröberes Flechtwerk, Gewebe und Papier verwendet werden.
Die Früchte sind essbar.
Das relativ weiche und recht leichte Holz des Upasbaums dient auch der Holzgewinnung (Ako-, Vawi-, Kirundu-Holz).

## Systematik
Antiaris toxicaria wurde 1810 durch Jean-Baptiste Leschenault de La Tour in Annales du Muséum National d'Histoire Naturelle, Band 16, S. 478, Tafel 22 veröffentlicht. Antiaris toxicaria ist die einzige Art der Gattung Antiaris in der Tribus Castilleae innerhalb der Familie Moraceae.